# Wincenty Kalitowski
Wincenty Kalitowski (ur. 22 stycznia 1894 w Lubichowie, zm. 16 lipca 1937 w Nowym Mieście Lubawskim), polski duchowny katolicki, proboszcz w Mrocznie, działacz społeczny, filomata.
Był synem Piotra i Julianny z Połomów. Korzystając z opieki i pomocy materialnej wikariusza w Lubichowie ks. Henryka Szumana uczęszczał do Collegium Marianum w Pelplinie. W czasie nauki w gimnazjum w Chełmnie, gdzie składał egzamin dojrzałości, należał do kółka filomackiego "Towarzystwo Tomasza Zana" (1912-1914). W 1916 rozpoczął studia z filologii niemieckiej w Berlinie; korzystał ze wsparcia materialnego Towarzystwa Pomocy Naukowej, które zasiliło go jednorazowym stypendium w wysokości 100 marek. Powrócił następnie do Pelplina i kontynuował naukę w Seminarium Duchownym, po ukończeniu którego przyjął 10 lipca 1921 święcenia kapłańskie.
Pierwszą placówką duszpasterską Kalitowskiego stało się kociewskie Zblewo, gdzie przez pewien czas był wikariuszem. Przeszedł następnie na analogiczne stanowisko do parafii w Tucholi, a potem w Łąkach Wielkich. W 1923 uczył jako katecheta w Szkole Wydziałowej w Grudziądzu. Po okresie pracy w Odrach, gdzie pełnił obowiązki kuratusa, otrzymał swoje pierwsze samodzielne probostwo – w Białutach.
W 1931 przeszedł na proboszcza w Mrocznie. Udzielał się nie tylko jako duszpasterz, ale i aktywny społecznik i samorządowiec; przewodniczył Komisji Rewizyjnej Lubawskiego Powiatowego Związku Samorządowego, wchodził w skład Rady Gminnej w Mrocznie, był członkiem Rady Nadzorczej i od 1934 wiceprezesem Banku Ludowego w Nowym Mieście Lubawskim, dwukrotnie prezesował władzom powiatowym Pomorskiego Towarzystwa Rolniczego. Już wcześniej, jako proboszcz białucki, był prezesem miejscowego kółka rolniczego. W 1934 uczestniczył w pracach nad powołaniem spółki wydawniczej w Nowym Mieście Lubawskim, był jej udziałowcem i członkiem Rady Nadzorczej. Propagował działalność Towarzystwa Czytelni Ludowych.
Do jego zasług proboszczowskich w Mrocznie należy zaliczyć prace nad wybudowaniem miejscowego kościoła w latach 1935-1936. Kalitowski był także sekretarzem Pomorskiego Koła Księży Abstynentów. Zmarł w szpitalu w Nowym Mieście Lubawskim, dotknięty tyfusem.